# Флавий Децим
Флавий Децим (на латински: Flavius Decimus) е политик и сенатор на Римската империя през 3 век.
През 289 г. той е суфектконсул заедно с Аниний Максим.